# بوكي هودجز
بوكي هودجز (بالإنجليزية: Bucky Hodges)‏ هو لاعب كرة قدم أمريكية أمريكي، ولد في 8 أغسطس 1995 في فرجينيا بيتش في الولايات المتحدة.

## وصلات خارجية
- بوكي هودجز على موقع مرجع كرة القدم المحترفة.كوم (الإنجليزية)